# Sicario (film fra 2015)
Sicario er en amerikansk film fra 2015. Filmen er instrueret af Denis Villeneuve, og Emily Blunt, Benicio del Toro og Josh Brolin ses i hovedrollerne. Filmen handler om bekæmpelse af narkokriminalitet i grænselandet mellem Mexico og USA.

## Medvirkende
- Emily Blunt som Kate Macer
- Benicio del Toro som Alejandro Gillick
- Josh Brolin som Matt Graver